# 鈴川公園
鈴川公園(すずかわこうえん)は、山形県山形市にある公園。

## 概要
山形市の東部、盃山のふもとに位置する。山形市馬見ヶ崎プール ジャバを要するジャバ ランド、林間公園となっている双月の丘、沼が園内にある沼の辺の森も3つのエリアからなる公園である。それぞれのエリアは山が境界となっており、山の散策道で移動することができる。また、散策道沿いには愛宕神社や古峰神社も存在する。

## 施設概要
ジャバ ランド
3つのエリアの一番南側に位置する。馬見ヶ崎地区にあり、園内にあるプール施設の山形市馬見ヶ崎プール ジャバを核としており、プールを楽しむことができる。公園のすぐ側には馬見ヶ崎川が流れており、ジャバランド内にある芋煮広場は山形県内でも屈指の芋煮会スポットとして知られ、秋になると芋煮客で賑わう。この他、木製遊具を備えた中央広場もある。
双月の丘
3つのエリアの中間に位置する。双月地区にあり、林間の公園となっている。園内にあるスロープでは冬になるとスキーやソリを楽しめる。段々畑の遊び場とピクニック広場が存在する。
沼の辺の森
3つのエリアの一番北側に位置する。沼の辺地区にあり、入り口は山形バイパス（国道13号）沿いにある。園内には沼の辺と付けられた沼が存在。芝生広場と子供広場から形成されている。公園のすぐ側には沼の辺体育館もある。

## 周辺
- 公立学校共済組合東北中央病院